# Фаунтин-Хилл
Фаунтин-Хилл (англ. Fountain Hill City) — город, расположенный в округе Ашли (штат Арканзас, США) с населением в 159 человек по статистическим данным переписи 2000 года.

## География
По данным Бюро переписи населения США город Фаунтин-Хилл имеет общую площадь в 1,55 квадратных километров, водных ресурсов в черте населённого пункта не имеется.
Город Фаунтин-Хилл расположен на высоте 58 метров над уровнем моря.

## Демография
По данным переписи населения 2000 года в Фаунтин-Хилле проживало 159 человек, 39 семей, насчитывалось 66 домашних хозяйств и 77 жилых домов. Средняя плотность населения составляла около 106 человек на один квадратный километр. Расовый состав Фаунтин-Хилла по данным переписи распределился следующим образом: 60,38 % белых, 35,22 % — чёрных или афроамериканцев, 2,52 % — представителей смешанных рас, 1,89 % — других народностей. Испаноговорящие составили 2,52 % от всех жителей города.
Из 66 домашних хозяйств в 19,7 % — воспитывали детей в возрасте до 18 лет, 47,0 % представляли собой совместно проживающие супружеские пары, в 10,6 % семей женщины проживали без мужей, 40,9 % не имели семей. 33,3 % от общего числа семей на момент переписи жили самостоятельно, при этом 18,2 % составили одинокие пожилые люди в возрасте 65 лет и старше. Средний размер домашнего хозяйства составил 2,41 человек, а средний размер семьи — 3,08 человек.
Население города по возрастному диапазону по данным переписи 2000 года распределилось следующим образом: 24,5 % — жители младше 18 лет, 10,1 % — между 18 и 24 годами, 22,6 % — от 25 до 44 лет, 26,4 % — от 45 до 64 лет и 16,4 % — в возрасте 65 лет и старше. Средний возраст жителей составил 39 лет. На каждые 100 женщин в Фонтейн-Хилле приходилось 80,7 мужчин, при этом на каждые сто женщин 18 лет и старше приходилось 84,6 мужчин также старше 18 лет.
Средний доход на одно домашнее хозяйство в городе составил 25 250 долларов США, а средний доход на одну семью — 37 750 долларов. При этом мужчины имели средний доход в 22 000 долларов США в год против 16 875 долларов среднегодового дохода у женщин. Доход на душу населения в городе составил 12 568 долларов в год. 2,7 % от всего числа семей в округе и 10,6 % от всей численности населения находилось на момент переписи населения за чертой бедности, при этом из них были моложе 18 лет и 17,2 % — в возрасте 65 лет и старше.

## Известные уроженцы и жители
- Джозеф Уолтер Джексон — музыкант, патриарх семьи Джексонов